# Peter Rieß (Jurist)
Peter Rieß (* 4. Juni 1932 in Hamburg; † 18. August 2022) war ein deutscher Jurist. Seit Beginn der 1970er wirkte er als Ministerialbeamter an Gesetzesvorhaben des Bundes mit und veröffentlichte wissenschaftliche Fachbeiträge.

## Leben
Rieß studierte Rechtswissenschaft an der Universität Hamburg, legte 1956 und 1960 dort beide juristische Staatsexamina ab und wurde 1959 mit dem Thema Parlamentarische Inkompabilitäten im geltenden Staatsrecht des Bundes und der Länder beim Staatsrechtler Hans Peter Ipsen zum Doktor der Rechte promoviert. Im Jahr 1961 trat Rieß in den Justizdienst des Landes Hamburg ein und wurde von 1969 bis 1971 an die Justizbehörde Hamburg als Referent für Strafrecht abgeordnet. 1971 wechselte er in das Bundesministerium der Justiz und leitete dort bis 1986 ein für das Strafverfahrensrecht zuständiges Referat. Anschließend leitete er bis zu seiner Pensionierung im Jahr 1996 die Abteilung Rechtspflege.

## Wissenschaftliche Tätigkeit
Rieß begleitete als Herausgeber und Autor des Großkommentars zur Strafprozessordnung „Löwe-Rosenberg“ in der 24. und 25. Auflage die Entwicklung des Strafverfahrensrecht von einer wissenschaftlichen Seite. Seit 1977 nahm er Lehraufträge an der Universität Göttingen wahr, wo er 1982 zum Honorarprofessor ernannt wurde.